# Pseudospingus
Pseudospingus is een geslacht van zangvogels uit de familie Thraupidae (tangaren).

## Soorten
Het geslacht kent de volgende soorten:
- Pseudospingus verticalis – Zwartkoppseudospingus
- Pseudospingus xanthophthalmus – Geeloogpseudospingus